# Râul Prihodiștea, Sălăuța
Râul Prihodiștea este un curs de apă, afluent al râului Sălăuța. 